# Lisa Goldstein (attrice)
Lisa Goldstein (Long Island, 30 luglio 1981) è un'attrice statunitense, conosciuta principalmente per il ruolo di Millicent "Millie" Huxtable nella serie tv One Tree Hill.

## Biografia
Lisa nasce a Long Island, New York ed ha vissuto a Londra in Inghilterra fino all'età di 4 anni; ha poi vissuto a New York, in Carolina del Nord, in California ed in Florida dove ha portato avanti i suoi studi e si è laureata in recitazione.

## Carriera
Lisa ha lavorato a diverse produzioni teatrali indipendenti ed ha poi ricoperto il ruolo di Belle in La bella e la bestia nel parco giochi Walt Disney World in Florida. 
A luglio del 2007, Lisa entra nel cast di One Tree Hill dove interpreta il ruolo di Millie, l'assistente di Brooke (Sophia Bush); inizialmente il personaggio era previsto per un solo episodio, ma divenne in seguito ricorrente durante la quinta stagione e promosso poi a personaggio regolare a partire dalla settima. Mark Schwahn ha anche diretto Lisa nel video Only Fooling Myself di Kate Voegele.

## Filmografia

### Cinema
- Who Do You Love, regia di Jerry Zaks (2008)

### Televisione
- One Tree Hill - serie TV, 94 episodi (2007-2012)
- Drop Dead Diva – serie TV, episodio 5x10 (2013)

## Doppiatrici italiane
- Licia Miorando in One Tree Hill